# Christa Schwens
Christa Schwens (* 20. Februar 1937 in Dortmund; † 30. Juli 2015 ebenda) war eine deutsche Kunsthistorikerin.
Christa Schwens studierte Kunstgeschichte, Germanistik und Theologie an den Universitäten München und Münster. Ab 1963 war sie journalistisch und in der Erwachsenenbildung tätig und wurde in Münster promoviert. 1970 wurde sie Dozentin für Kunstgeschichte  an der Pädagogischen Hochschule Ruhr, zwei Jahre später mit Gründung der damaligen Gesamthochschule Essen dort.
1974 habilitierte sich Christa Schwens und erhielt 1975 eine Professur an der Essener Hochschule. 
Sie war die erste Vorsitzende des Satzungsgebenden Konvents dieser Universität. 
Bis zu ihrem Ruhestand 1997 lehrte sie zu Kunstgeschichte, Semiotik und Ästhetik.

## Veröffentlichungen (Auswahl)
- Die Alexanderkirche in Wildeshausen und ihre Baugeschichte. Oldenburg 1969
- Braucht Kunstpädagogik eine Sinntheorie? : Konzepte ästhetischer Erziehung in der Kritik. Ratingen / Kastellaun 1975
- mit Ruth Fendel: Bild-Analyse, Bild-Verstehen : theoretischer Begriff und Anwendung. Königstein 1980
- mit P. Werenfried Wessel OFM  : Verwandlung der Herzen : Bilder und Texte zum Geheimnis des Narren. Herder, Freiburg, Basel, Wien 1989
- mit Alexander von Knorre: Barbara Verhoeven, Figur, Landschaft, Malerei. Herne 1992